# Dziuchy
Dziuchy (deutsch Dzuchen, 1938 bis 1945 Grabenau Wald) ist ein Ort in der polnischen Woiwodschaft Ermland-Masuren. Er gehört zur Gmina Purda (Landgemeinde Groß Purden) im Powiat Olsztyński (Kreis Allenstein).

## Geographische Lage
Dziuchy liegt im Westen der Woiwodschaft Ermland-Masuren, 17 Kilometer südöstlich der Kreis- und Woiwodschaftshauptstadt Olsztyn (deutsch Allenstein).

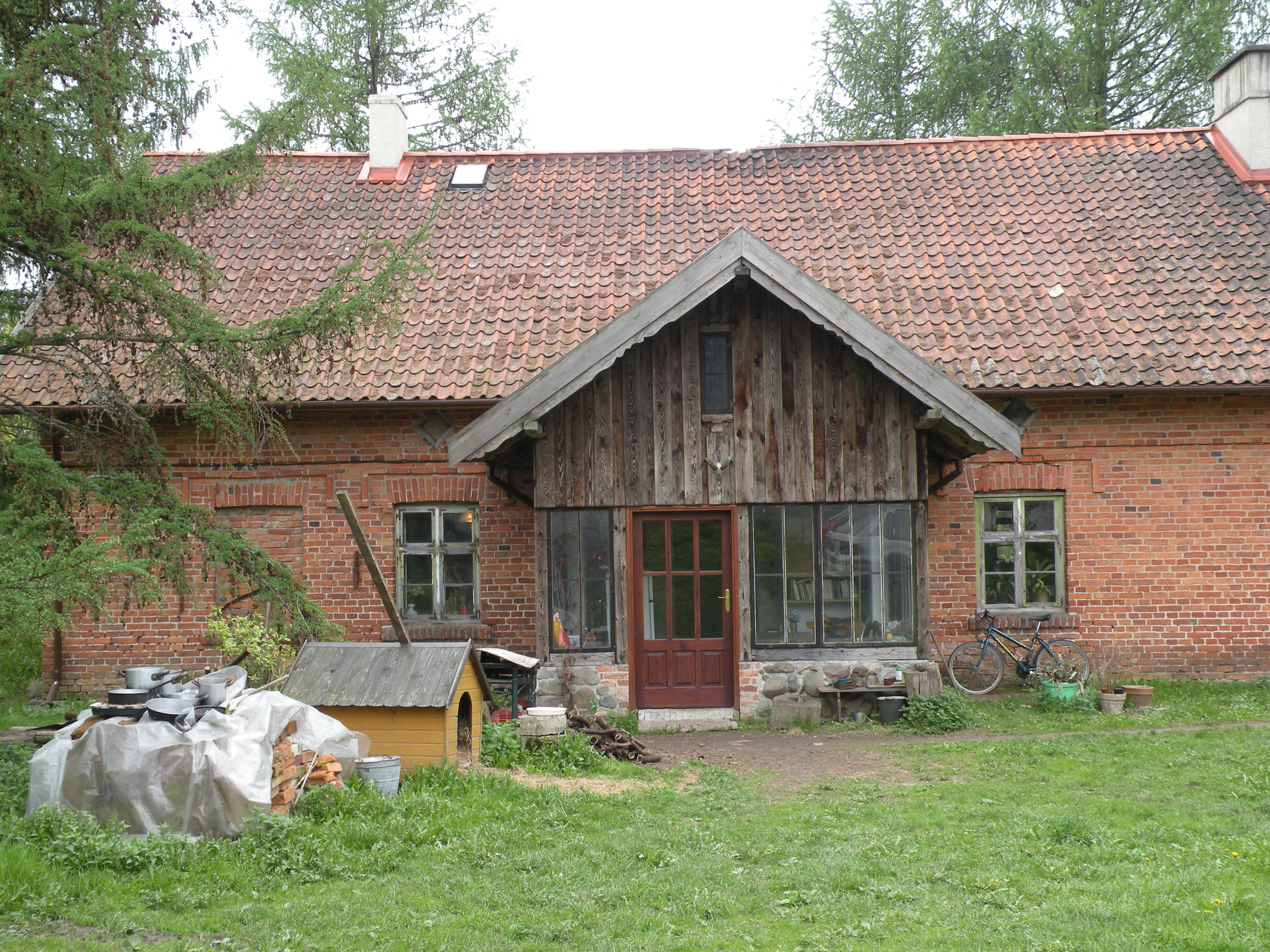
Anwesen in Dziuchy

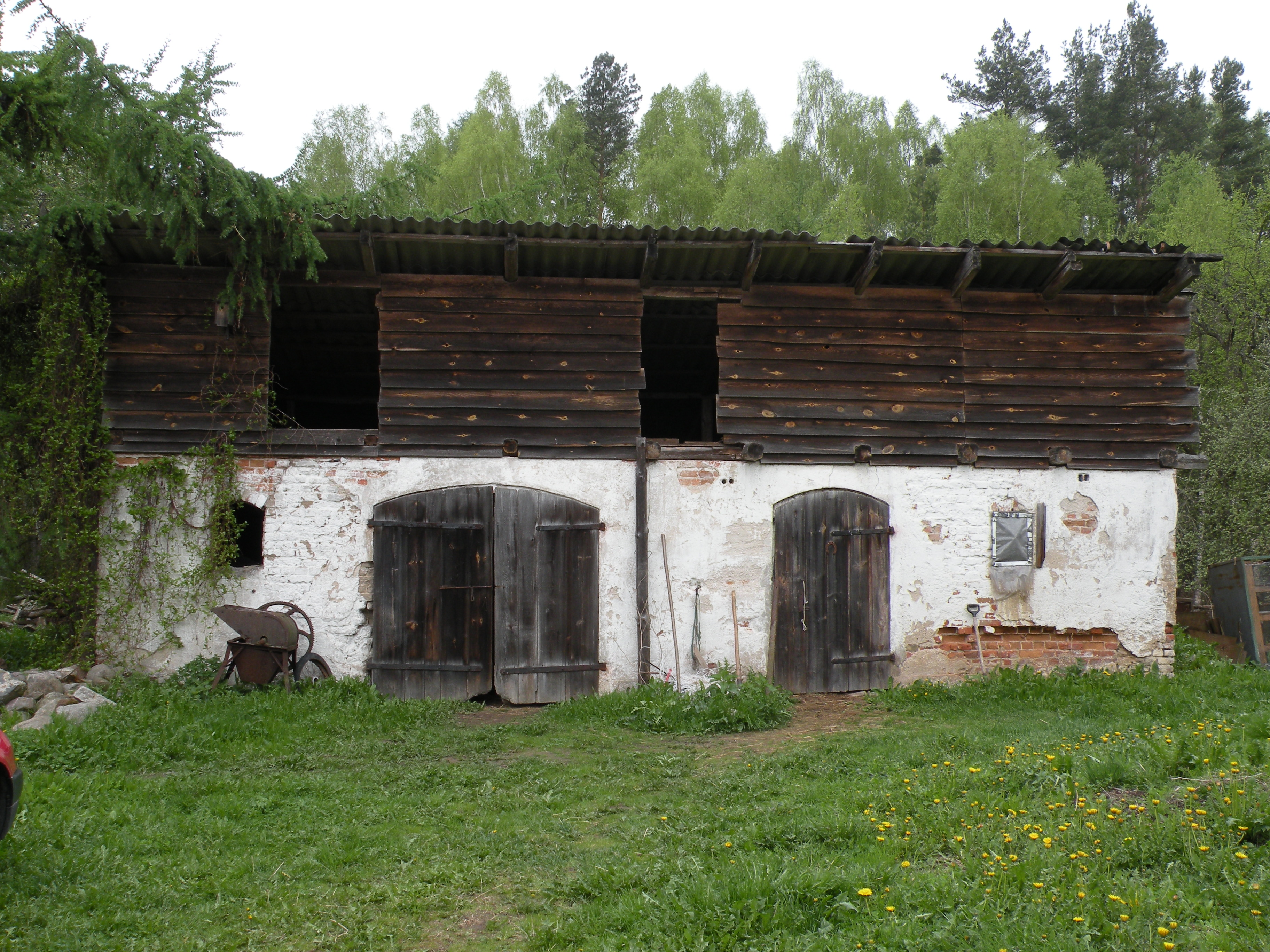
Stallungen

## Geschichte
Das seinerzeit Triscianki, vor 1820 Suchen, nach 1820 Dziuchen und um 1910 Dzuchen genannte kleine Dorf bestand in seinem Kern aus einer Ziegelei und einem kleinen Hof. Der Ort lag im ostpreußischen Kreis Allenstein. Als Wohnplatz innerhalb der Landgemeinde Przykopp (1932 bis 1945 Grabenau, polnisch Przykop) wurden bei der Volkszählung am 1. Dezember 1905 für Dzuchen drei Wohnstätten bei 20 Einwohnern gezählt. Aus politisch-ideologischen Gründen der Abwehr fremdländisch klingender Ortsnamen wurde Dzuchen am 3. Juni – offiziell bestätigt am 16. Juli – 1938 in „Grabenau Wald“ umbenannt.
Im Jahre 1945 wurde das gesamte südliche Ostpreußen in Kriegsfolge an Polen abgetreten. Grabenau Wald erhielt die polnische Namensform „Dziuchy“ und ist heute ein Teil der Landgemeinde Purda (Groß Purden) im Powiat Olsztyński (Kreis Allenstein), von 1975 bis 1998 der Woiwodschaft Olsztyn, seither der Woiwodschaft Ermland-Masuren zugehörig.

## Kirche
Bis 1945 war Dzuchen resp. Grabenau Wald in die evangelische Kirche Neu Bartelsdorf (polnisch Nowa Wieś) in der Kirchenprovinz Ostpreußen der Kirche der Altpreußischen Union, außerdem in die römisch-katholische Kirche Wuttrienen (polnisch Butryny) im Bistum Ermland eingepfarrt.
Heute gehört Dziuchy evangelischerseits zur Christus-Erlöser-Kirche in Olsztyn (Allenstein) in der Diözese Masuren der Evangelisch-Augsburgischen Kirche in Polen, katholischerseits zur St.-Josefs-Kirche in Nowa Wieś im jetzigen Erzbistum Ermland.

## Verkehr
Dziuchy liegt am Endpunkt eine Nebenstraße, die von Przykop (Przykopp, 1932 bis 1945 Grabenau) über Nowy Przykopp (Neu Przykopp, 1932 bis 1945 Neu Grabenau) nach hier führt. Eine Bahnanbindung besteht nicht.